# 1008 w polityce

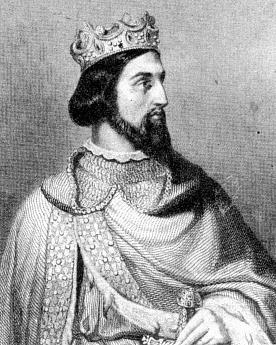
Henryk I, król Francji

Wydarzenia polityczne w 1008 roku.

## Wydarzenia
- Bagrat III zostaje królem zjednoczonej Gruzji[1].
- Do Polski przybył Bruno z Kwerfurtu[2].
- Olaf, król Szwecji, przyjął chrzest[3].

## Urodzili się
- 4 maja Henryk I, król Francji z dynastii Kapetyngów, syn Roberta II Pobożnego[4].